# Kulmhof (Pfreimd)
Kulmhof ist ein Ortsteil der Stadt Pfreimd im Oberpfälzer Landkreis Schwandorf (Bayern).

## Geografie
Kulmhof liegt auf dem Nordufer des Kulmbaches, 3 Kilometer südwestlich von Pfreimd, 100 Meter östlich der Bundesautobahn 6.

## Geschichte
Auf den historischen Karten bis 1864 ist Kulmhof nicht eingezeichnet. Auch in den Matrikeln von 1838 und 1913 ist es nicht aufgeführt. In der 1933 aufgenommenen und 1937 herausgegebenen Ausgabe der Topographischen Karte von Bayern ist der Hof verzeichnet und Kulmhof genannt. Auf der Zensus-Karte von 2011 erscheint Kulmhof mit 3 Einwohnern.